# Вайнёде
Ва́йнёде (латыш. Vaiņode /ˈvaɪ̯.ɲu̯ɐ.dɛ/; до 1920 года — Вайноден, нем. Wainoden) — крупное село на юго-западе Латвии, в исторической области Курземе. Находится в 60 км от города Лиепая и в 185 км от Риги. Административный центр бывшего Вайнёдского края.
В селе располагалась станция на бывшей железнодорожной линии Лиепая — Мажейкяй — Шяуляй, ныне частично разобранной как на территории Латвии, так и на территории Литвы.

## История
Территория в районе нынешней Вайнёде впервые упоминается в 1253 году как Бата.
В 1914—1916 годах возле посёлка размещались ангары для дирижаблей (позже они были использованы для строительства рынка в Риге). На месте поля для дирижаблей впоследствии построен аэродром.

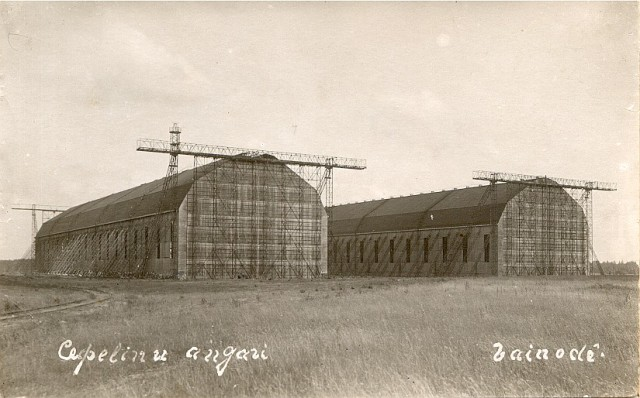
Ангары для дирижаблей около Вайнёде

В 1954 году Вайнёде получило статус посёлка городского типа.
В период нахождения Латвии в составе СССР возле Вайнёде располагался 54-й гвардейский истребительный авиационный полк. В непосредственной близости от аэродрома и в 2 километрах от посёлка находился военный городок. Он представлял собой 5-этажные здания из белого кирпича, расположенные параллельно друг другу. Между домами располагались детские площадки. Имелась своя пожарная часть. Рядом с плацем располагались штаб полка, летная столовая, офицерский клуб и памятник Героям Советского Союза - лётчикам полка.  Идея создания памятника  принадлежит тогдашнему начальнику офицерского клуба гарнизона  старшему лейтенанту Рябцову Николаю  Семеновичу. Им же был подготовлен проект памятника. Непосредственными исполнителями памятника были специалисты ТЭЧ полка и художник - солдат срочной службы Александр Поп. Офицерский клуб располагал зрительным залом на 300 мест с широкоформатным экраном, офицерской и солдатской библиотеками, которыми руководила Лина Константиновна Витенко - супруга летчика подполковника Витенко, большими биллиардным и спортивным залами, музеем истории полка, а также фотоателье.  Своей школы в гарнизоне не было. Дети военнослужащих учились в Вайнодской средней школе.
В 1992 году, после распада СССР, полк перебазировался на военный аэродром Саваслейка в России. 2 ноября 1992 года с аэродрома вылетел последний транспортный борт с имуществом. В 1992—1993 годах были выведены части обеспечения.
На территории бывшего аэродрома сейчас организован картодром. Постройки аэродрома и военного городка заброшены, частично разрушены.

## Известные люди
- Вайнёде является родиной Христиана Мурниекса — одного из первых специалистов связи и радиоразведки в Военно-морском флоте СССР.

## Транспорт

### Автодороги
- V1168 Нигранде[латыш.] — Атвасес — Вайнёде
- V1209 Эмбуте — Вайнёде — Павари
- V1212 Приекуле — Вайнёде
- V1213 Вайнёде — Айзвики